# Sarare
Sarare ist ein Dorf im venezolanischen Bundesstaat Lara, 43 km von Barquisimeto entfernt. Sarare ist der Verwaltungssitz vom Bezirk Simón Planas. Das Dorf mit Umfeld hat etwa 12.535 Einwohner. Der Sararefluss fließt dem Dorf entlang Richtung Orinoco.

## Geographie
Sarare befindet sich im Südosten des Bundesstaats Lara, nicht weit vom Bundesstaat Portuguesa.
Das Dorf liegt an einer Senke, die die Anden trennt und zwischen Yaritagua im Norden bis Acarigua verläuft.
Die Region is relativ bergig und bildet eine Fortsetzung der venezolanischen Anden. Nicht weit von Sarare befinden sich mehrere Fumarolen. Die wichtigste ist der sogenannte Volcán de Humo (dt. Rauchvulkan).
Sarare ist durch eine Straße mit Barquisimeto im Norden und Acarigua im Süden verbunden.

## Geschichte
Truppen der Welser-Expedition unter Leitung von Georg Hohermuth von Speyer passierten diese Region schon vor 1538 auf den Weg nach Casanare. Andreas Gundelfinger und Sancho de Murga waren hier mit 9 Rittern und vierzig Fußsoldaten stationiert.
Das Dorf wurde im Jahr 1716 vom Priester Pedro de Alcalá als Indianermission am Ufer des Sarareflusses gegründet. Die ersten Einwohner waren 73 Familien der Atures-Indianer. Es gab auch Cherrecheres, Guamonteyes, Guamos, Colorados, Achaguas, Guáricos, Taparitas, Guayones und Otomacos. Ein Jahr nach der Gründung wurde das Dorf von einer Epidemie heimgesucht und entvölkert.
Im Jahr 1754 gründete der Priester Diego de Urbique die Mission Sankt Nikolas von Sarare.
Schon in der Kolonialzeit war der Weg dem Sararefluss entlang eine wichtige Handelsroute zwischen den Llanos und den Tälern von El Tocuyo und Barquisimeto.
Die Viehzucht kam während der Unabhängigkeitskriege in Venezuela zu großen Schaden. Auch der Föderale Krieg (1859–1864) war für die Region sehr zerstörerisch.
Der Diktator Juan Vicente Gómez kaufte im Jahr 1914 eine der größten Haziendas in der Region, El Torrellero, und verwandelte sie in einen der wichtigsten Zentren für Viehzucht in den venezolanischen Llanos.

## Wirtschaft
Die Tierproduktion ist der wichtigste Wirtschaftszweig der Region (vor allem Rinder- und Schweinezucht). Es werden vorwiegend Mais, Sorghum und Zuckerrohr angebaut. Ferner gibt es einen Destilleriebetrieb (Refinerías Unidas) und eine Filiale der staatlichen Erdölgesellschaft PDVSA. Viele der Arbeiter bei der Landwirtschaft sind Tagelöhner.

## Politik
Der Bürgermeister (seit 2008) ist Fermín Marín, von der PSUV. Marín erzielte 40,51 % der Stimmen bei den Wahlen von 2013. Im Jahr 2008 hatte er mit 55,14 % der Stimmen gewonnen.
Bei den Wahlen für die Nationalversammlung 2010 bekam die PSUV die meisten Stimmen.

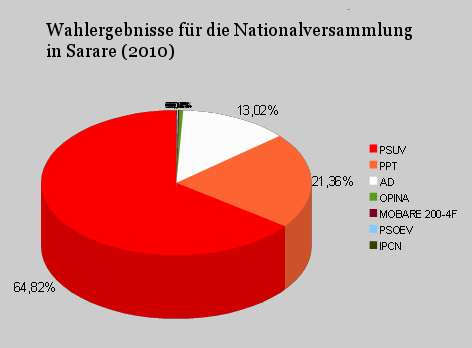
Wahlergebnisse in Sarare für die Liste der Nationalversammlung 2010

## Infrastruktur
Sarare hat eine öffentliche Bibliothek, die Biblioteca Ezequiel Bujanda.

### Bildung
Sarare hat mehrere Grundschulen:
- Preescolar Banco Obrero
- Escuela Básica Estadal Sabaneta
- Escuela Estadal La Tronadora
- Escuela Estadal Mixta Camoruco
- Unidad Educativa Alcides Lozada
- Unidad Educativa Monseñor Salvador Montes de Oca

### Krankenhaus
Seit 2009 hat Sarare ein Krankenhaus, das Dr-Armando-Velázquez-Mago-Krankenhaus. Es wurde von Hugo Chávez eröffnet. Der Opposition zufolge soll dieses Krankenhaus schon große Mängel aufweisen und zum Teil nicht mehr funktionsfähig sein.

### Sehenswürdigkeiten
- Der Park Las Mayitas erstreckt sich über ein Gebiet von 15 Hektar.[9]

- Der Berg La Vieja in der Nähe hat mehrere Höhlen, die für Speläologen interessant sind. Die größte Höhle heißt auch La Vieja.